# BMW CE 04

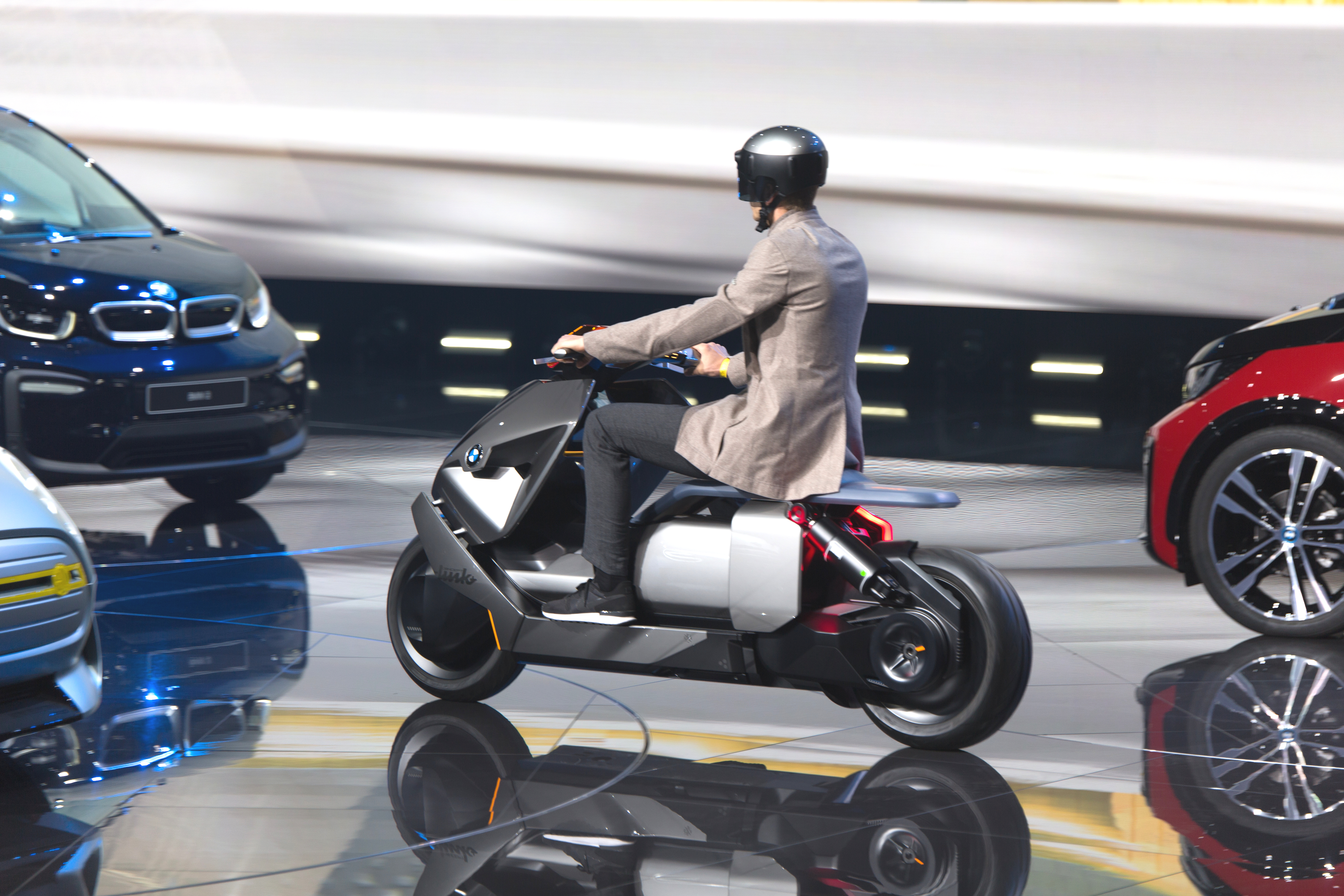
BMW Motorrad Concept Link, IAA 2017, Frankfurt

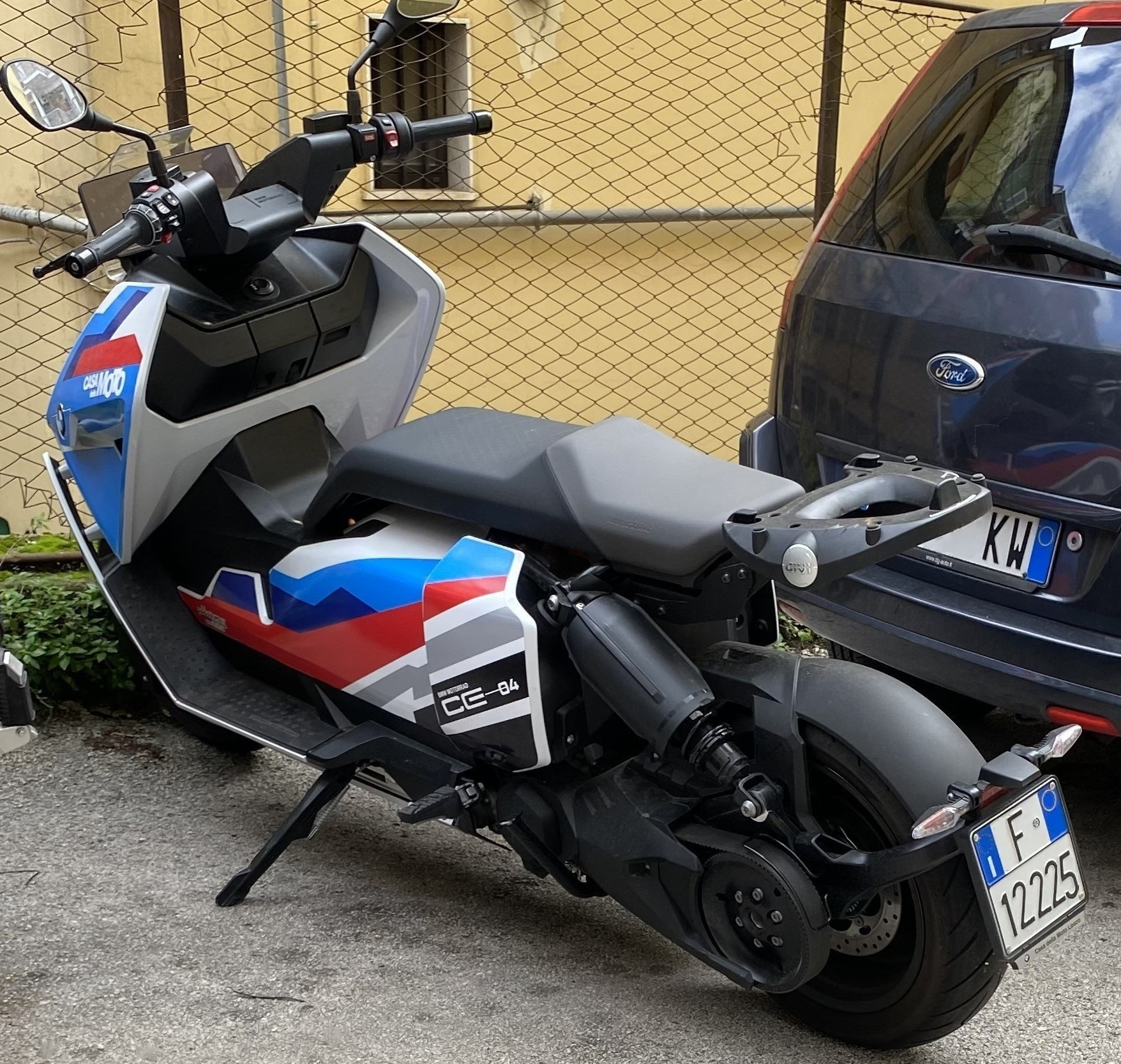
Heckseitenansicht des Serienrollers

Der BMW CE 04 ist ein elektrisch angetriebener Großroller des deutschen Herstellers BMW-Motorrad.

## Geschichte
Einen ersten Ausblick auf den Nachfolger des elektrischen Großrollers C evolution gab 2017 die Studie „Concept Link“.
Deren futuristisches Design sollte den Weg in die Zukunft elektrisch angetriebener BMW-Motorräder weisen.
Im Juli 2021 stellte BMW die Serienversion des CE 04 offiziell vor, die seit März 2022 im Handel ist.

## Technik

### Antrieb
Die permanent erregte flüssigkeitsgekühlte Synchron-Elektromaschine ist rolleruntypisch fest in den Stahlrohrrahmen eingebaut. Sie stammt aus dem 2er Active-Tourer. Das Antriebsmoment wird über ein Einganggetriebe und einen Zahnriemen an das Hinterrad geleitet. Wie der Vorgänger bietet auch der CE 04 Rekuperation, verschiedene Fahrmodi („Eco“, „Rain“ und „Road“; „Dynamic“ auf Wunsch), die sich auch in einigen aktuellen BMW-Motorrädern finden, und eine Rückfahrhilfe. Die Antriebsmaschine gibt es in 2 Leistungsstufen, sodass der CE 04 mit den Führerscheinklassen B mit Zusatz B196, A1 und A2 gefahren werden kann. Der Motor hat eine Höchstdrehzahl von 12.000/min. Die Höchstgeschwindigkeit wird bei beiden Versionen elektronisch bei 120 km/h abgeregelt. Die Kapazität der Antriebsbatterie, die vorteilhaft für den Schwerpunkt unter den Trittflächen eingebaut ist, beträgt brutto 60,6 Ah, was einem Energieinhalt von 8,9 kWh entspricht. Die Gesamtmasse des CE 04 liegt 50 kg unter dem der C evolution.

### Fahrwerk
Die Vorderradgabel mit 35 mm Standrohrdurchmesser nimmt das 15" große Vorderrad auf. Das ebenfalls 15" große Hinterrad wird an einer Einarmschwinge mit einem direkt angelenkten Federbein geführt. Das frei stehende Hinterrad ist aerodynamisch günstig als Scheibenrad ausgeführt.
Das Fahrzeug hat vorn zwei Scheibenbremsen mit 4-Kolben-Bremssätteln. Das Hinterrad ist neben der hydraulischen Bremsanlage mit einer mechanischen Parkbremse ausgerüstet, die über die Seitenstütze aktiviert wird. Das Fahrzeug verfügt serienmäßig über ein Zweikanal-ABS.

### Ausstattung
Der E-Roller hat ein digitales Kombiinstrument mit einem 10,25" großen TFT-Bildschirm, das auch in weiteren BMW-Motorradmodellen zum Einsatz kommt. Optional ist ein (nicht nachrüstbarer) interner 30 A-Schnelllader erhältlich. Sämtliche Beleuchtungseinrichtungen basieren auf LED-Technik.

## Varianten
- für Führerscheinklasse A1: 11/23 kW (Dauer-/ Spitzenleistung); Akku 6,2 kWh, Reichweite 100 km
- für Führerscheinklasse A2: 15/31 kW (Dauer-/ Spitzenleistung); Akku 8,5 kWh, Reichweite 130 km
- neben der zivilen Ausführung wird eine Behördenversion angeboten[4]

## Sonstiges
Als aufpreispflichtige Zusatzausstattung werden unter anderem ein Hauptständer, Griff- und Sitzheizung, verschiedene Sitzbänke, Taschen und Windschilde angeboten.